# Машванден
Машванден (нем. Maschwanden) — коммуна в Швейцарии, в кантоне Цюрих. 
Входит в состав округа Аффольтерн. Население составляет 588 человек (на 31 декабря 2009 года). Официальный код — 0008.